# De Graafschap
Vereniging Betaald Voetbal De Graafschap, De Graafschap (wym. [də ˈɣraːfsxɑp]) – holenderski klub piłkarski z siedzibą w Doetinchem. Został założony 1 lutego 1954 roku. Od 2000 roku swoje mecze rozgrywa na stadionie De Vijverberg. Klub nosi przydomek De Superboeren.
Klub przez długie lata grał w Eredivisie, najwyższej klasie rozgrywkowej Holandii. O sile drużyny stanowili niegdyś tacy zawodnicy jak Guus Hiddink, Ernie Brandts czy Dick Schoenaker, jednak zespół nigdy nie osiągnął wielkich sukcesów. W 2005 roku zajęło w Eredivisie, przedostatnią, 17. pozycję i grało w barażach o utrzymanie, które przegrało i od tamtej pory zespół występował w 2. lidze. W 2006 roku zajął w niej 5. miejsce, ale po nieudanych barażach nie wrócił do pierwszej ligi.
30 marca 2007 zespół został mistrzem Eerstedivisie, po wygraniu meczu z FC Emmen i sezon 2007/2008 ponownie rozpoczął w Eredivisie.

## Sukcesy
- Eerste divisie
  - mistrzostwo (3): 1990/1991, 2006/2007, 2009/2010
- Tweede divisie
  - mistrzostwo (1): 1968/1969

## Skład na sezon 2017/2018
| Nr | Poz. | Piłkarz                                            |
| -- | ---- | -------------------------------------------------- |
| 1  | BR   | Filip Bednarek                                     |
| 2  | OB   | Bart Straalman                                     |
| 3  | OB   | Kevin van Diermen                                  |
| 4  | OB   | Lars Nieuwpoort                                    |
| 5  | OB   | Jordy Tutuarima                                    |
| 6  | PO   | Robert Klaasen                                     |
| 7  | NA   | Elvio van Overbeek                                 |
| 8  | PO   | Tim Receveur                                       |
| 9  | NA   | Anthony van den Hurk                               |
| 10 | PO   | Mark Diemers (kapitan)                             |
| 11 | NA   | Daryl van Mieghem (wypożyczony z Heraclesa Almelo) |
| 12 | OB   | Myenty Abena                                       |

| Nr | Poz. | Piłkarz                                      |
| -- | ---- | -------------------------------------------- |
| 13 | NA   | Sjoerd Ars (wypożyczony z Fortuny Sittard)   |
| 14 | OB   | Tim Keurntjes                                |
| 15 | PO   | Andrew Driver                                |
| 16 | BR   | Jordy Rondeel                                |
| 17 | NA   | Tarik Tissoudali (wypożyczony z Le Havre AC) |
| 18 | BR   | Agil Etemadi                                 |
| 20 | PO   | Youssef El Jebli                             |
| 22 | NA   | Fabian Serrarens                             |
| 23 | OB   | Sven Nieuwpoort                              |
| 28 | PO   | Frank Olijve                                 |
| 44 | OB   | Rannick Schoop                               |